# 浅間町
浅間町（あさままち）は、長野県北佐久郡にあった町。現在の佐久市の北部中央、北陸新幹線・佐久平駅の周辺にあたる。

## 地理
- 山：平尾富士
- 河川：千曲川、湯川
- 湖沼：仙禄湖

## 歴史
- 1954年（昭和29年）12月10日 - 北佐久郡岩村田町・高瀬村・中佐都村・平根村が新設合併して浅間町が発足。
- 1957年（昭和32年）2月1日 - 御代田町の一部（大字御代田のうち西屋敷・荒田・小田井下宿）を編入。
- 1961年（昭和36年）4月1日 - 北佐久郡東村・南佐久郡中込町・野沢町と新設合併して佐久市が発足。同日浅間町廃止。

## 行政

### 町役場
現在の佐久市中央公園がある場所（佐久市岩村田762-1）に浅間町役場があった。合併に伴い取り壊され、1976年（昭和51年）に公園として供用を開始した。

## 交通

### 鉄道路線
- 日本国有鉄道
  - 小海線：岩村田駅 - 中佐都駅

現在は上記両駅の間に佐久平駅が所在するが、当時は未開業。

### 道路
- 国道141号
- 中山道

現在は旧町域に上信越自動車道の佐久平パーキングエリア・佐久インターチェンジ、中部横断自動車道の佐久中佐都インターチェンジが所在するが、当時は未開通。